# 152 mm M1935
Il 152 mm M1935 (Br-2) (in russo: 152-мм пушка обр. 1935 г. (Бр-2)) era un cannone pesante sovietico, prodotto in ridotto numero dall'Impianto Barrikadij di Stalingrado alla fine degli anni trenta. La caratteristica più originale del pezzo era l'affusto cingolato, utilizzato da diversi pezzi pesanti sovietici del periodo interbellico. Nonostante una serie di inconvenienti, in particolare la limitata mobilità e la ridotta durata della canna, l'arma venne impiegata attraverso tutta la guerra tedesco-sovietica. Una variante migliorata su affusto ruotato, il Br-2M, rimase in servizio fino agli anni settanta.

## Storia

### B-10
I lavori di progettazione per un cannone da 152 mm a lunga gittata per le unità della Riserva del Comando Generale iniziarono nel 1929, quando l'Impianto Bolshevik di San Pietroburgo ricevette dal Direttorato di Artiglieria le specifiche per il pezzo. Il progetto ricevette la denominazione B-10. La prima canna venne prodotta in aprile 1932; essa arrivò alle prove sul campo prima che l'affusto, basato su una innovativa configurazione cingolata, fosse pronto. Lo sviluppo ed i test sul B-10 continuarono fino al 1935; emersero alcuni problemi, quali la ridotta velocità di elevazione, la bassa cadenza di tiro e la ridotta vita utile. Di conseguenza, il pezzo non venne adottato. I due prototipi di canna furono modificati sperimentalmente rispettivamente per l'impiego di proiettili pre-rigati e proiettili poligonali; queste prove non portarono a risultati pratici. Anche il tentativo di aumentare la velocità di elevazione con un motore elettrico fu fallimentare. La Marina sovietica considerò brevemente l'adozione di una versione per l'artiglieria costiera, trainata o semovente, quest'ultima basata sullo scafo del carro armato medio T-28. Solo la variante trainata, denominata B-25, arrivò alle prove di fabbrica, ma venne cancellata a causa delle carenze progettuali e della decisione dell'Armata Rossa di non adottare il B-10.

### B-30 e Br-2

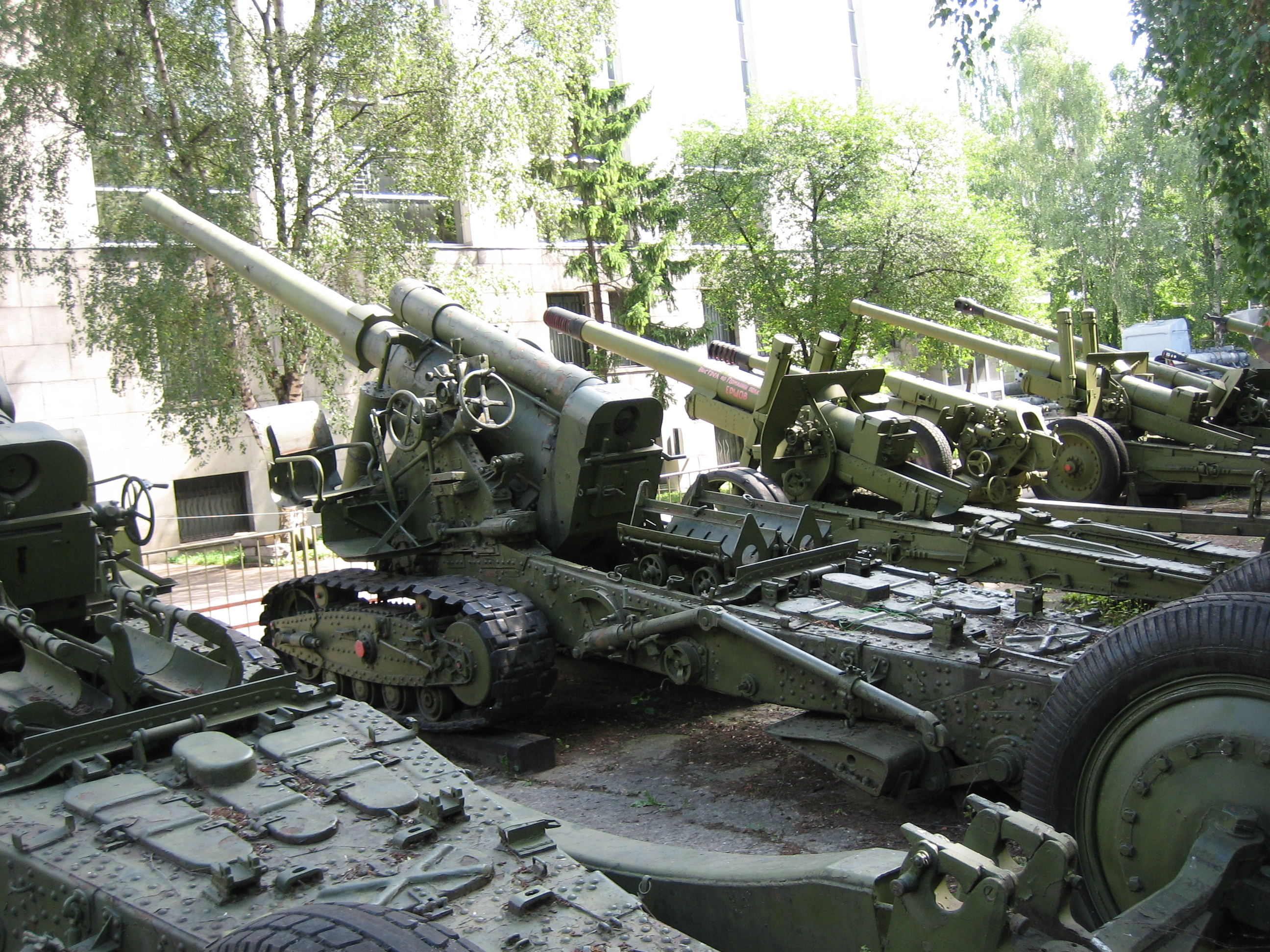
Br-2, visione posteriore.

Nei primi anni trenta il Direttorato d'Artiglieria ordinò lo sviluppo di un "tris di artiglieria pesante", costituito da un cannone da 152 mm, un obice da 203 mm ed un mortaio da 280 mm, impieganti lo stesso affusto. Lo sviluppo di questi pezzi venne affidato l'Impianto Bolshevik e l'Impianto Barrikady di Stalingrado. I progetti del pezzo da 152 mm furono chiamati B-30 (a volte B-10-2-30) e Br-2 rispettivamente. Entrambi accoppiavano una canna balisticamente identica a quella del B-10 con l'affusto cingolato del pezzo da 203 mm M1931.
Alla fine del 1936, l'Impianto Bolshevik consegnò una serie di sei pezzi, con canne più lunghe (55 calibri) e rigature più profonde. Le canne B-30 furono anche usate anche, senza successo, per testare proietti pre-rigati e rigature a profondità variabile "sistema Ansaldo".
Pur simile nell'impostazione generale al progetto concorrente, il Br-2 aveva una canna composita invece che incamiciata, un otturatore leggermente diverso ed un equilibratore modificato. Nonostante dalle prove fosse uscito favorito il B-30, il Direttorato d'Artiglieria decise di adottare il Br-2, per ragioni non chiare. Tuttavia si decise di produrlo con canne composite, similmente alla bocca da fuoco concorrente.

### Varianti migliorate
Nonostante venisse adottato dall'Armata Rossa, i limiti dell'arma erano significativi. Uno dei problemi era la limitata vita utile della canna: dopo circa 100 colpi la velocità alla volata diminuiva del 4%. Per risolvere il problema, venne sperimentata una canna allungata a 55 calibri ed un'altra con camera di scoppio più piccola e rigatura più profonda. Venne preferita la seconda soluzione e nel 1938 la canna originale venne sostituita sulle linee di produzione da una con righe più profonde.
Un altro difetto era la bassa mobilità del pezzo, aggravata dal trasporto separato della canna. I tentativi di aumentare la mobilità dell'affusto cingolato (come il T-117, provato nel 1939) fallirono. Nel 1938 il Direttorato d'Artiglieria emise le specifiche di un affusto ruotato per il Br-2 e per il 203 mm M1931. Il progetto venne affidato all'ufficio di progettazione dell'Impianto N. 172, diretto da F. Petrov. Poiché l'ufficio era impegnato in altri progetti, lo sviluppo del nuovo affusto, designato internamente M-50, avanzò lentamente; il programma non superò la fase di progetto e fu cancellato allo scoppio della guerra. Un carrello ruotato Br-15 per il trasporto della canna venne valutato nel 1940 ma non fu mai adottato, poiché non aumentava sensibilmente la mobilità del complesso. 
Il Br-2 venne anche usato in alcuni esperimenti infruttuosi con proiettili ad abbandono di sabot, pensato per aumentare la gittata, incluso con una canna calibro 162 mm danneggiata durante i test.

### Br-19
Il Br-19 era un pezzo sperimentale che combinava elementi dei Br-2 di ultima produzione (blocco di culatta e canna con rigatura profonda) con elementi del B-30. Il cannone fu testato nel 1939; si dimostrò superiore al Br-2 e ne venne raccomandata la produzione che, tuttavia, non ebbe mai inizio.

### Br-21
Il Br-21 era un pezzo sperimentale da in calibro 180 mm sviluppato privatamente dall'Impianto Barrikady accoppiando una canna Br-2 rialesata a 180 mm con l'affusto del B-4. Il cannone venne testato il 20 dicembre 1939. Il cannone si dimostrò più potente e preciso del Br-2 ma non venne mai adottato in quanto avrebbe richiesto l'apertura di una nuova linea di produzione di munizioni.

### Produzione
Il Br-2 venne prodotto dal 1936-1937 al 1940. In tutto vennero realizzati almeno 37 pezzi. I primi esemplari avevano canne con l'originale rigatura "bassa" (almeno sette, prodotti tra il 1936 ed il 1937), mentre gli esemplari successivi montavano canne con la nuova rigatura "profonda" (27 pezzi realizzati tra il 1939 ed il 1940).

### Organizzazione

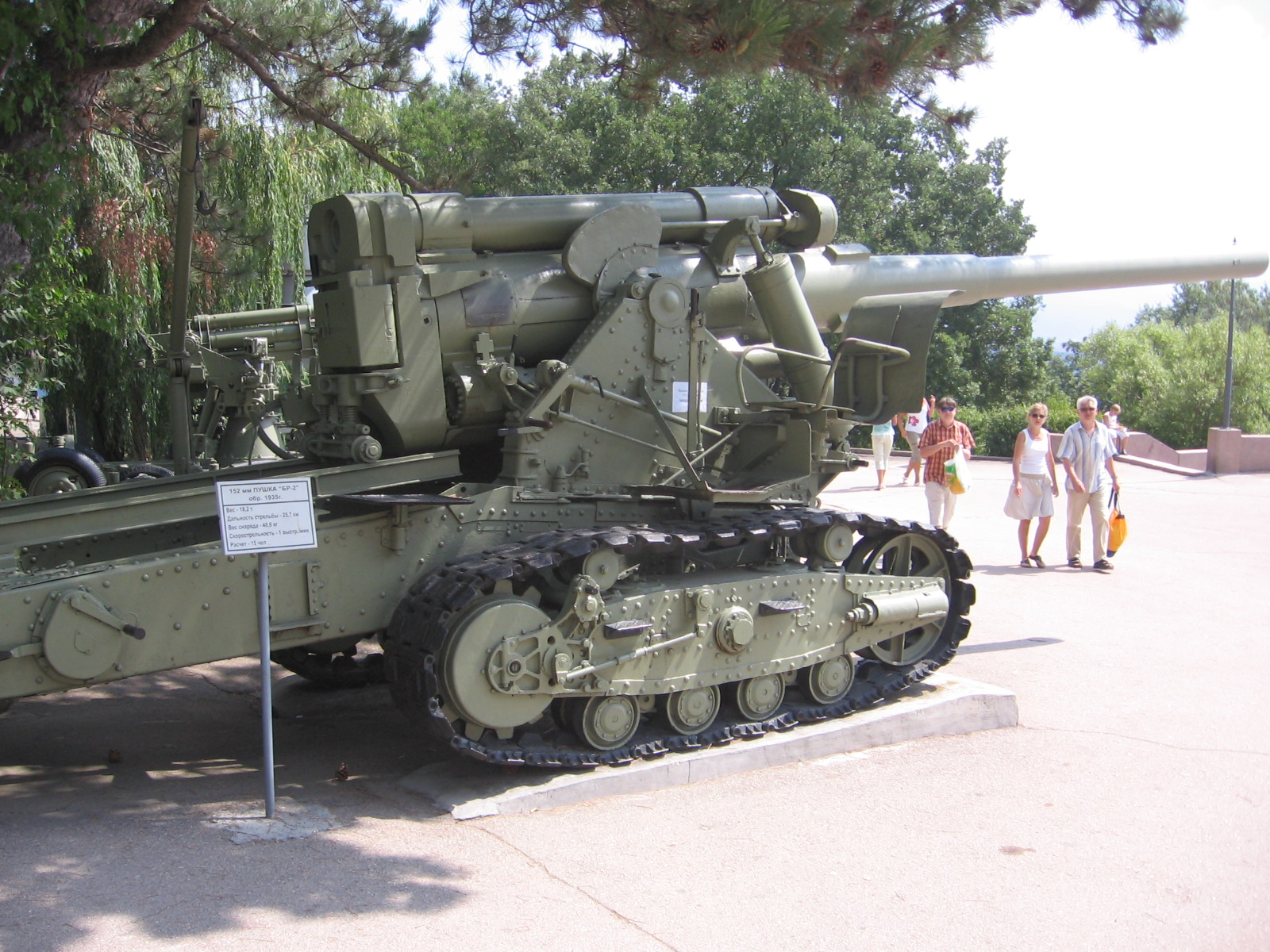
Br-2 esposto nel Museo dell'Eroica Difesa e della Liberazione di Sebastopoli.

A giugno del 1941, i cannoni Br-2 erano assegnati ad un reggimento di artiglieria pesante della Riserva del Comando Generale. Il reggimento consisteva di 4 battaglioni, ognuno su 3 batterie di 2 pezzi, per un totale di 24 cannoni. Oltre a questo operarono due batterie indipendenti su due pezzi ciascuna. Dopo lo scoppio della guerra tedesco-sovietica, il cannone fu impiegato da 6 battaglioni indipendenti. Più tardi l'organizzazione venne nuovamente cambiata, con reggimenti super-pesanti su 4 batterie di 2 cannoni, per un totale di sei Br-2 e due 210 mm M1939 (Br-17). Da maggio 1945, l'Armata Rossa schierò 4 di questi reggimenti.

### Impiego operativo
Il Br-2 (o probabilmente il B-30) ebbe la prova del fuoco durante la Guerra d'inverno contro la Finlandia, con la perdita di un pezzo. Da giugno 1941, l'Armata Rossa possedeva 37 o 38 pezzi, 24 dei quali assegnati al suddetto reggimento ed altri 4 a due batterie indipendenti. Queste batterie furono assegnate al distretto militare di Arcangelo per l'impiego come artiglieria costiera. Il resto dei cannoni, soprattutto quelli di prima produzione con rigatura bassa e quelli sperimentali, rimasero nei depositi e nei poligoni. Esistono solo resoconti frammentari sull'effettivo uso in combattimento del Br-2; alcune fonti ne riportano l'uso durante la battaglia di Kursk; l'8ª Armata della Guardia li impiegò nella battaglia delle alture di Seelow. Verso la fine della guerra, la Riserva del Comando Generale allineava ancora 28 pezzi, perdendone quindi 9.
I Br-2M modernizzati rimasero in servizio fino alla fine degli anni settanta. I pezzi sopravvissuti si possono ammirare nel Museo centrale delle forze armate di Mosca, nel Museo d'artiglieria di San Pietroburgo e sulla Montagna Sapun di Sebastopoli.

## Tecnica

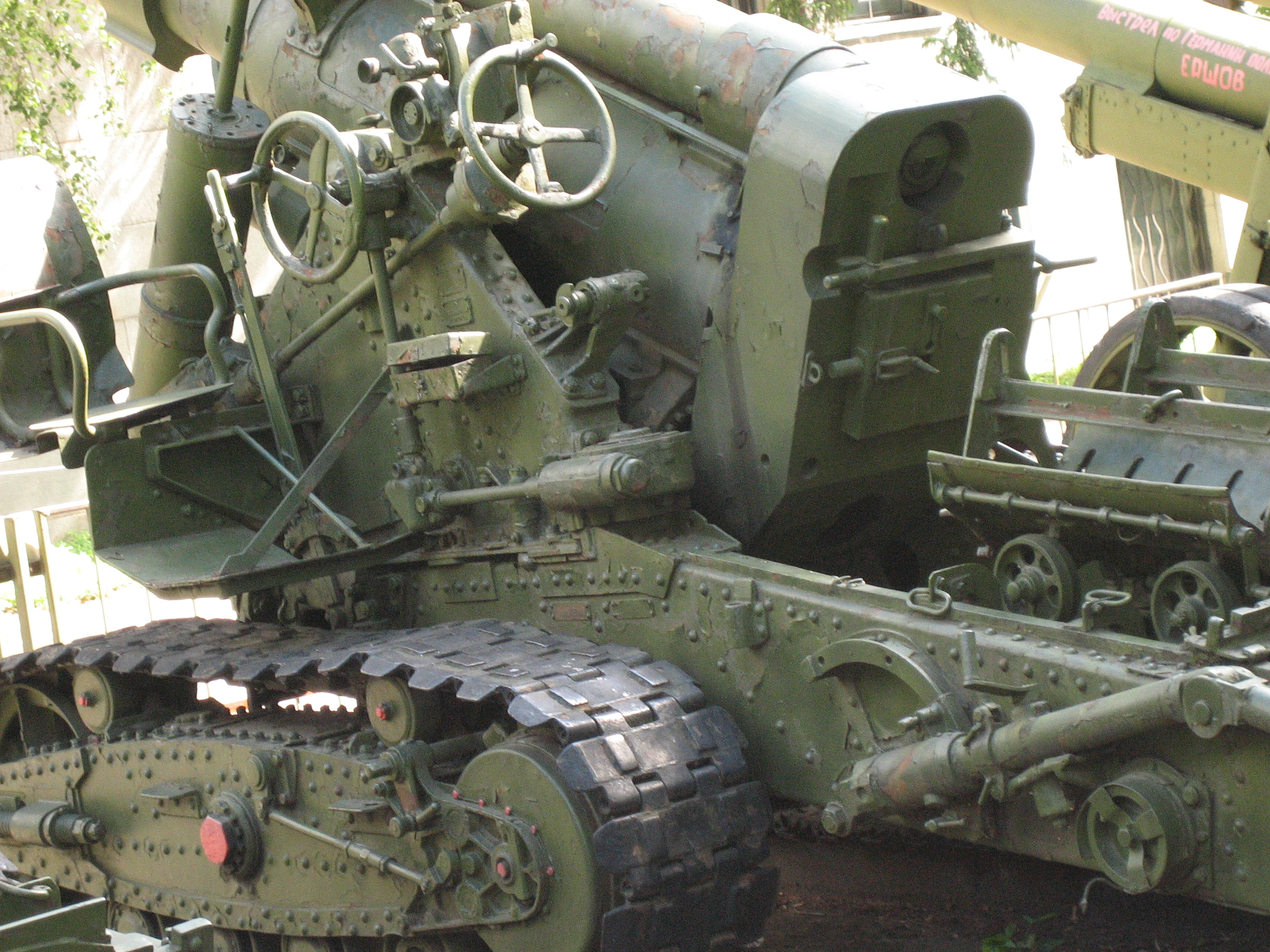
Br-2, culatta e manovellismi.

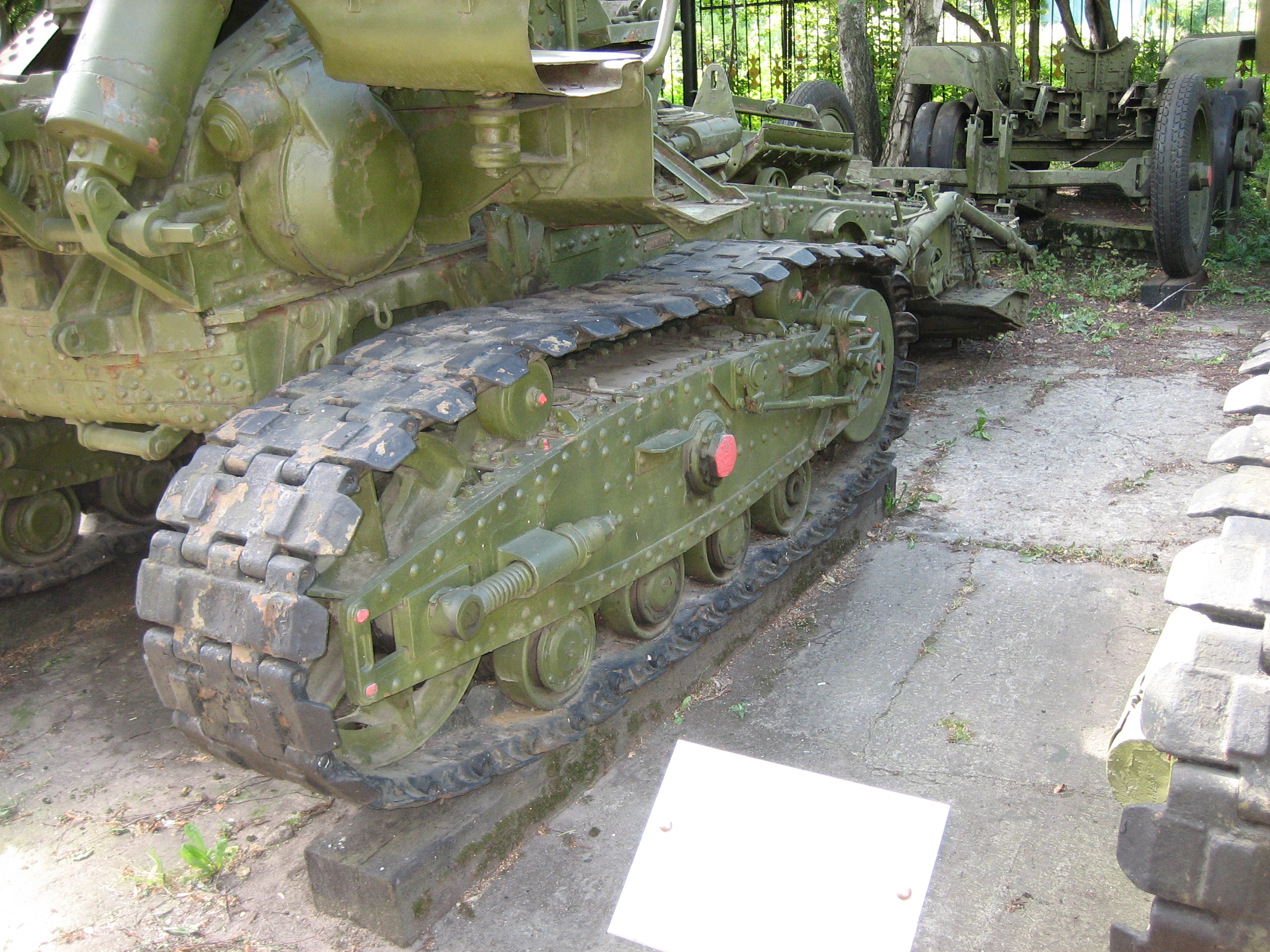
Br-2, cingolo.

Il Br-2 montava una canna lunga 47,2 calibri, con otturatore a vite interrotta. Il freno di sparo era a rinculo variabile, con cilindro idraulico e recuperatore idropneumatico. Il munizionamento era a cartoccio sacchetto ed era movimentato con l'aiuto di una gru di sollevamento.
L'affusto trainato a coda unica era essenzialmente lo stesso utilizzato sugli obici 203 M1931 (B-4) e 280 mm M1939 (Br-5), dotato di equilibratore. L'affusto consentiva il trasporto dell'arma sulle breve distanze alla velocità di 5-8 km/h. Per spostamenti a lungo raggio, la bocca da fuoco veniva rimossa dall'affusto e trasportata separatamente su uno speciale carrello. In questo caso, erano necessari da 45 minuti a 2 ore per preparare l'arma al combattimento.
Per il trasporto della bocca da fuoco vennero utilizzati diversi tipi di carrelli. I cannoni prodotti nel 1937 ricevettero i carrelli Br-6. Altri tipi impiegati erano il ruotato Br-10 (peso totale con la canna: 11,1 t) ed il cingolato Br-29 (peso totale con la canna: 13,42 t). Nei rapporti delle prove del 7 agosto 1938 entrambi vennero classificati come insoddisfacenti: il primo per la cattiva tenuta di strada ed il secondo per l'eccessivo peso.
Per il traino degli affusti venivano utilizzati trattori cingolati Vorošilovec, mentre per i più leggeri carrelli porta-arma venivano usati i meno potenti Komintern.

## Varianti
- Br-2 con canna composita - pezzo sperimentale.
- Br-2 con rigatura "bassa" - almeno 7 pezzi prodotti nel 1936-37.
- Br-2 con canna da 162 mm - pezzo sperimentale.
- Br-2 con rigatura "profonda" - 27 pezzi prodotti nel 1939-40.
- Br-2M - versione modernizzata con nuovo affusto ruotato, adottato nel 1955.

## Versioni semoventi
L'unico affusto semovente per Br-2 fu una variante dello sperimentale SU-14, basato sullo scafo del carro armato pesante T-35 con elementi del carro medio T-28, progettato per trasportare obici da 203 mm e cannoni da 152 mm. Il prototipo armato con il Br-2, denominato SU-14Br-2, nell'autunno 1941 riuscì a sfuggire alle forze tedesche dal poligono di Kubinka. Attualmente è esposto nel Museo dei mezzi corazzati di Kubinka.

## Sommario
Il progetto del Br-2 può difficilmente essere definito un successo. Il problema principale era costituito dall'affusto cingolato, pensato per fornire una migliore mobilità al pezzo. L'affusto era però troppo pesante, inadatto al trasporto del pezzo completo e dotato di un angolo di brandeggio di soli 8°, che tuttavia richiedeva 25 minuti per essere percorso. Il trasporto separato della bocca da fuoco richiedeva tempi di messa in batteria di almeno 45 minuti. Il traino richiedeva trattori potenti, specialmente su sistemi stradali carenti. Anche la vita utile della canna e la cadenza di tiro erano insoddisfacenti. Il tentativo di rimediare alla rapida usura della canna portò all'introduzione in servizio di due tipi di canna, che utilizzavano differenti munizioni. Oltre a tutti questi problemi, l'arma fu disponibile in numeri limitati durante la guerra.
Per confronto, la Wehrmacht possedeva diversi modelli di cannoni pesanti in calibro 15 cm: il K 16, il K 18 ed il K 39; un limitato numero di cannoni navali 15 cm SK C/28 furono incavalcati su affusti ruotati, ottenendo i SK C/28 in MrsLaf. Il modello più utilizzato fu il K 18, con oltre 101 pezzi prodotti. Come nel Br-2, la canna e l'affusto erano trasportati separatamente ma aveva una gittata minore. Tuttavia il progetto Rheinmetall era superiore in diversi aspetti: era più leggero (18,31 t in marcia, 12,93 in batteria), caratteristica necessaria a causa della dipendenza della Wehrmacht da superati trattori semicingolati; il pezzo utilizzava una piattaforma di tiro che consentiva un relativamente rapido brandeggio su 360°. Altra arma tedesca paragonabile era il 17 cm K 18 in Mrs.Laf., prodotto in 338 esemplari; simile al Br-2 per peso (23,375 t in marcia, 17,52 t in batteria) e per il sistema di trasporto separato, era notevolmente più potente grazie alla maggiore lunghezza di canna (a prezzo di una breve vita utile): esso lanciava un proietto da 68 kg a 29,6 km di gittata.
Gli Stati Uniti d'America schierarono invece il M1 155 mm Long Tom. Benché inferiore in gittata (23,2 km), era più leggero (13,9 t in marcia) ed era trasportato in unico carico. L'affusto a cosce divaricabili con base di tiro consentiva un settore di brandeggio di 60°, oltre ad una migliore stabilità durante il tiro.

## Munizionamento
Il Br-2 utilizzava munizioni appositamente sviluppate. I pezzi con rigatura "bassa" e quelli con rigatura "profonda" utilizzavano differenti proietti. Furono realizzati proietti ad alto esplosivo/frammentazione ed antibunker; esistono prove dell'esistenza, non confermata, di granate chimiche e "speciali" (nucleari). Le cariche di lancio erano contenute in sacchetti ed erano disponibili in tre cariche progressive: carica piena, n. 1 e n. 2. 
| Munizionamento per pezzi con rigatura "profonda". |         |          |             |                           |            |
| Tipo                                              | Modello | Peso, kg | Peso HE, kg | Velocità alla volata, m/s | Gittata, m |
| HE-Frammentazione                                 | OF-551  | 48,9     | 6,53        | 880                       | 25.000     |
| Antibunker                                        | G-551   | 49,0     |             |                           |            |

| Munizionamento per pezzi con rigatura "bassa" |         |          |             |                           |            |
| Tipo                                          | Modello | Peso, kg | Peso HE, kg | Velocità alla volata, m/s | Gittata, m |
| HE-Frag                                       | OF-550  | 49,0     | 7,0         | 880                       | 27.000     |
| Anti-concrete                                 | Г-550   | 49,0     |             |                           |            |